# Garijevke
Garijevke (lat. Garryaceae), malena biljna porodica od dvadesetak vrsta zimzelenih grmova i drveća. Postoje dva roda, garija ( Garrya) i aukuba (Aucuba). Aukuba je rasptostranjena po istočnoj i jugoistočnoj Aziji, a garija po Sjevernoj i Srednjoj Americi
Garije se ističu 20 do 30 centimetara dugim macama, a kako su zimzelena često se koriste kao ukrasno bilje koje se sadi uz južne i zapadne zidove.

## Opis
Garryaceae su zimzeleni grmovi i drveće s nasuprotnim listovima koji su bazalno spojeni. Imaju cvjetove s donjom plodnicom i bobičaste plodove, a imaju samo jedan dobro razvijen vijug perijanta. Garrya je rod od 17 vrsta iz zapadne Sjeverne Amerike, Srednje Amerike i Zapadne Indije, od kojih neke imaju visoko toksične alkaloide slične onima rodova  Aconitum i Delphinium  u daleko srodnim Ranunculaceae. Garrya elliptica (grm groznice) uzgaja se kao ukras, a prije se koristio u medicini. Drugi rod u obitelji je Aucuba, s četiri istočnoazijske vrste. A. japonica (japanski lovor) važan je ukrasni grm koji se uzgaja zbog svog sjajnog zelenog lišća, posebno upadljivog kultivara sa žutim pjegama "Variegata".

## Rodovi
- Aucuba Thunb.
- Eubasis Salisb.
- Garrya Douglas ex Lindl.